# Ställdalenmeteoriten

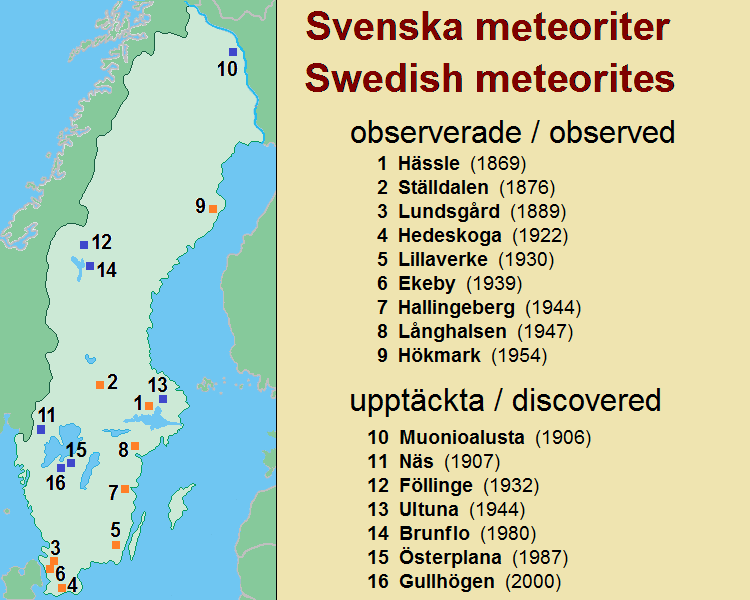
Karta över svenska meteoritnedslag, Ställdalen 1876 (nr 2)

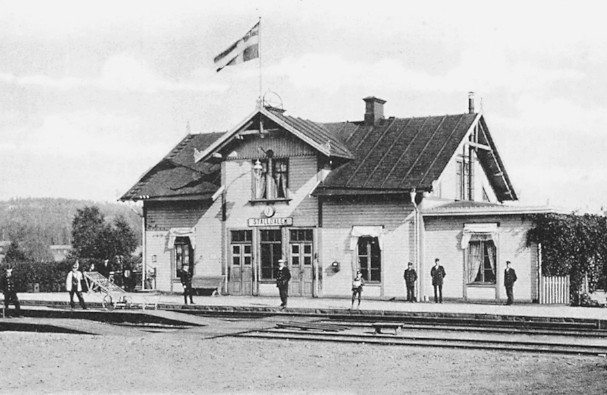
Ställdalen station (ca 1900) nära platsen för meteoroidnedslaget 1876.

Ställdalenmeteoriten är en stenmeteorit som slog ner den 28 juni 1876. Meteoriten är det andra observerade meteoritnedslaget i Sverige.

## Nedslagsplatsen
Nedslaget skedde strax söder om järnvägsstationen i Ställdalen norr om Kopparberg i Västmanland beläget i Ljusnarsbergs kommun i Örebro län.
Nedslaget skedde kring kl 11:32 och syntes så långt som från Mora i norr och Visingsö i söder till Kristiania (Oslo) i väst och Stockholms skärgård i öster.
Den 31 mars 1877 höll Adolf Erik Nordenskiöld ett föredrag av händelsen (”Om Ställdalsmeteoren”) vid Kongl. Svenska Vetenskapsakademien högtidsdag. Föredraget publicerades även i Stockholms Dagblad 7 april (nr 79, 1877) och i Nature (vol 16, nr 403, s 238-239) den 19 juli samma år.

## Meteoriten
Meteoriten är en stenmeteorit (Kondriter) och består till största delen av olivin och pyroxen.
Meteoritens vikt uppskattas till cirka 34 kg, den största stenen som påträffades vägde cirka 12 400 gr, totalt insamlades ett 10-tal stenar
De flesta fynden förvaras idag på Naturhistoriska riksmuseet (Enheten för Mineralogi).